# Campionato argentino di calcio 1893
Il Campionato di calcio argentino 1893 fu il primo campionato argentino riconosciuto come ufficiale dalla Federazione calcistica dell'Argentina. Si disputò dal 23 aprile al 30 luglio e vide la vittoria del Lomas Athletic Club.
La formula del torneo – fondato da Alexander Watson Hutton – prevedeva originalmente un girone all'italiana con 3 turni di incontri. Il Buenos Aires English High School non giocò l'ultima partita del secondo turno e si ritirò. Lo stesso fece il Buenos Aires & Rosario Railways alla fine del secondo turno.
La partita Flores-Lomas (0-1) venne annullata dalla Federazione perché apparteneva al terzo turno, che non venne disputato in quanto il Lomas era già matematicamente campione considerando le due defezioni.
Nella squadra campione c'erano diversi studenti dell'accademia di Lomas.

## Classifica finale
|    | Classifica finale                | Pti | G | V | N | P | GF | GS | DR  |
| -- | -------------------------------- | --- | - | - | - | - | -- | -- | --- |
| 1. | Lomas Athletic Club              | 15  | 8 | 7 | 1 | 0 | 26 | 2  | +24 |
| 2. | Flores Athletic Club             | 10  | 8 | 5 | 0 | 3 | 19 | 9  | +10 |
| 3. | Quilmes Athletic Club            | 9   | 8 | 3 | 3 | 2 | 12 | 11 | +1  |
| 4. | Buenos Aires English High School | 4   | 8 | 1 | 2 | 5 | 6  | 25 | -19 |
| 5. | Buenos Aires and Rosario Railway | 2   | 8 | 0 | 2 | 6 | 3  | 19 | -16 |

## Classifica marcatori[2]
| Gol |  |  | Giocatore      | Squadra        |
| --- |  |  | -------------- | -------------- |
| 7   |  |  | William Leslie | Lomas Athletic |